# Ramiro Rattero
Ramiro Rattero (Diamante, Entre Ríos, 4 de agosto de 2000) es un baloncestista argentino que actúa habitualmente en la posición de ala-pívot. 

## Trayectoria
Formado en la cantera del Atlético Diamantino, pasó luego a Sionista. Allí fue incorporado como ficha juvenil a Echagüe, club con el que hizo su debut como profesional el 26 de enero de 2017 en un partido ante Boca Juniors.
En febrero de 2018 se sumó a Estudiantes Concordia, donde comenzó a sumar minutos hasta que a comienzos de marzo de 2020 fue cedido a Capuchinos para jugar en el Torneo Federal de Básquetbol. Sin embargo el inicio de la pandemia de COVID-19 le impidió completar la temporada. 
Al reanudarse las actividades deportivas, Estudiantes Concordia fue relegado a La Liga Argentina, la segunda división nacional, donde Rattero se ganó la titularidad en el equipo.
A fines de julio de 2023, luego de que se anunciase que Estudiantes Concordia discontinuaría a su equipo profesional de baloncesto, Rattero fue fichado por La Unión de Formosa, haciendo así su regreso a la LNB.
En el primer semestre de 2025 dejó a La Unión para jugar, primero, en La Liga Argentina con Estudiantes de Tucumán, y, luego, en La Liga Federal con Sarmiento de Formosa.

### Clubes
| Club                   | País      | Año             |
| ---------------------- | --------- | --------------- |
| Echagüe                | Argentina | 2016 - 2018     |
| Estudiantes Concordia  | Argentina | 2018 - 2020     |
| Capuchinos             | Argentina | 2020            |
| Estudiantes Concordia  | Argentina | 2020 - 2023     |
| Ferro de General Pico  | Argentina | 2023            |
| La Unión de Formosa    | Argentina | 2023 - 2024     |
| Estudiantes de Tucumán | Argentina | 2025            |
| Sarmiento de Formosa   | Argentina | 2025 - Presente |

## Selección nacional
Rattero fue miembro de los seleccionados juveniles de baloncesto de Argentina, llegando a actuar, entre otras competiciones, en el Campeonato Sudamericano de Baloncesto Sub-17 de 2017, y en el Campeonato FIBA Américas Sub-18, el Torneo Albert Schweitzer y los Juegos Suramericanos de 2018.